# Liste der Einträge im National Register of Historic Places im Vermillion County

Lage des Vermillion County in Indiana

Die Liste der Einträge im National Register of Historic Places im Vermillion County in Indiana führt alle Bauwerke und historischen Stätten im Vermillion County auf, die in das National Register of Historic Places aufgenommen wurden.

## Legende
| NRHP | Historic Place    |
| HD   | Historic District |

## Aktuelle Einträge
| [ 2 ] | Name                                           | Bild                                           | Eintragsdatum        | Lage | Ort     | Beschreibung |
| ----- | ---------------------------------------------- | ---------------------------------------------- | -------------------- | --- | ------- | ------------ |
| 1     | Clinton Downtown Historic District             | Clinton Downtown Historic District             | 2000 ID-Nr. 00000205 | Abgegrenzt durch South Water Street, South 3rd Street, Elm Street und die Gleise der CSX 39° 39′ 33,5″ N, 87° 23′ 53,8″ W | Clinton |              |
| 2     | Eugene Covered Bridge                          | Eugene Covered Bridge                          | 1994 ID-Nr. 94000585 | Brücke der früheren County Road 00 über den Big Vermilion River bei Eugene 39° 58′ 9″ N, 87° 28′ 23″ W                    | Eugene  |              |
| 3     | Hill Crest Community Center                    | Hill Crest Community Center                    | 1997 ID-Nr. 97001555 | 505 North 8th Street 39° 40′ 25″ N, 87° 24′ 25″ W                                                                         | Clinton |              |
| 4     | Newport Covered Bridge                         | Newport Covered Bridge                         | 1994 ID-Nr. 94000589 | Brücke der County Road 50N über den Little Vermilion River, nordwestlich von Newport 39° 53′ 29″ N, 87° 26′ 0″ W          | Newport |              |
| 5     | Possum Bottom Covered Bridge                   | Possum Bottom Covered Bridge                   | 1994 ID-Nr. 94000584 | Nordseite des US 36, rund 300 m östlich der Kreuzung mit der East Road 39° 47′ 50″ N, 87° 27′ 12″ W                       | Dana    |              |
| 6     | Salem Methodist Episcopal Church               | Salem Methodist Episcopal Church               | 1979 ID-Nr. 79000022 | Nördlich von Clinton an der IN 63 39° 43′ 55″ N, 87° 23′ 58″ W                                                            | Clinton |              |
| 7     | Vermillion County Courthouse                   | Vermillion County Courthouse                   | 2007 ID-Nr. 07001283 | 255 South Main Street 39° 53′ 5″ N, 87° 24′ 34″ W                                                                         | Newport |              |
| 8     | Vermillion County Jail and Sheriff's Residence | Vermillion County Jail and Sheriff's Residence | 1999 ID-Nr. 99000305 | 220 East Market Street 39° 51′ 27″ N, 87° 24′ 22″ W                                                                       | Newport |              |

## Frühere Einträge
| [ 2 ] | Name                             | Bild | Eintragsdatum        | Lage                                                                                    | Ort     | Beschreibung                     |
| ----- | -------------------------------- | ---- | -------------------- | --------------------------------------------------------------------------------------- | ------- | -------------------------------- |
| 1     | Brouilletts Creek Covered Bridge |      | 1994 ID-Nr. 94000586 | County Roads 100W and 1700S über den Brouilletts Creek 39° 38′ 10,6″ N, 87° 24′ 19,9″ W | Clinton | 1999 aus dem Register gestrichen |